# Општина Касандра
Општина Касандра (грч. Δήμος Κασσάνδρας, Димос Касандрас) једна је од основних територијалних јединица, у којој се остварује локална самоуправа, у округу Халкидики, у периферији Средишњој Македонији у Грчкој. Административни центар општине је у граду Касандрија.
Треба напоменути да поред насеља која административно припадају овој општини, постоје и многа насеља која се традиционално припадају Касандријској епархији, што данас не важи за Солун, који је знатно ближи од неких насеља на полуострву. Већина места у општини су села (у традиционалном смислу), и бројне скупине одмаралишта насталих у другој половини 20. века.

## Територија и становништво
Новооснована општина Касандра, простире се на површини од 333,68 km² (2011). На овој територији, живи 16.672 становника према попису од 16. марта 2011. године. 
Кретање броја становника у Општини Касандра, Републици Грчкој и Егејској Македонији од 1991 до 2011.
| Територија          | 17. марта 1991. | 18. март 2001. | 16. март 2011. |
| ------------------- | --------------- | -------------- | -------------- |
| Општина Касандра    | 11.038          | 14.971         | 16.672 .       |
| Средишња Македонија | 1.706.338       | 1.874.597      | 1.880.297      |
| Република Грчка     | 10.223.392      | 10.934.097     | 10.816.286     |

И док Грчка бележи пад броја становника, прираст становништва општине Касандра раста и износи + 1.08%/годишње за период 2001—2011.
Седиште општине је у граду Касандрија.

## Организација општине
Општина је основана 1. јануара 2011. године, спајањем општина Касандра и Палини по „Каликратисовом закону”.

### Општински јединица Касандра
Општина Касандра у свом саставу има следеће општинска одељења и локалитета:
Општинско одељење Касандра (3.166 становника)
- Село Касандрија (Κασσανδρεια) (2801 становника)
- Село Елани (Ελανη) (30 становника)
- Село Сани (Σανη) (66 становника)
- Село Сивири (Σιβηρη) (267 становника)
- Затвор Ксенофондос (Φυλακες Ξενοφωντος) (2 становника)

Општински одељење Афитос
- Село Афитос (Αφυτος) (1231 становника)

Општинско одељење Каландра (750 становника)
- Село Каландра (Καλανδρα) (665 становника)
- Село Буламација (Μπουλαματσια) (9 становника)
- Село Посиди (Ποσειδι) (76 становника)

Општински одељење Руски Метох (797 становника)
- Село Калитеа (Καλλιθεα, Руски Метох) (779 становника)
- Село Солина (Σωληνα) (18 становника)

Општинско одељење Касандрино (467 становника)
- Село Касандрино (Κασσανδρηνο) (296 становника)
- Село Калуцикос (Καλουτσικος) (37 становника)
- Село Молес Каливес или Мола Каливија (Μολες Καλυβες) (134 становника)

Општинско одељење Пазаракија (594 становника)
- Село Криопиги (Κρυοπηγη, Пазаракија) (518 становника)
- Село Евдос (Ευδος) (24 становника)
- Хотел Касандра Палас (Κασσανδρα Παλλας) (22 становника)
- Село Лефки Перистера (Λευκη Περιστερα) (30 становника)

Општински одељење Светипавлов Метох (2061 становника)
- Село Нова Фокеја (Νεα Φωκαια, Метох Свети Павле) (1.721 становника)
- Село Пиргос Сани (Πυργος Σανη) (27 становника)
- Каракалски затвор (Φυλακες Καρακαλλου) (12 становника)
- Касандриски затвор (Φυλακες Κασσανδρας) (301 становника)

Општинско одељење Фурка (1.203 становника)
- Село Фурка (Φουρκα) (530 становника)
- Село Скала Фуркас, или Скала Фурка (Σκαλα Φουρκας) (673 становника)

### Општински јединица Палини
Бивши општина Палини сада у саставу општине Халкидики према попису из 2001. године, општина Паллни (Δημος Παλληνης) са седиштем у Ханиотију имала је 5.884 становника. У њеном саставу су следећа општинских одељења и локалитети:
Општински одељење Ханиоти
- Село Ханиоти (Χανιωτης — Ханиотис) (968 становника)

Општински одељење Пефкохори (1.944 становника)
- Село Пефкохори (Πευκοχώρι) (1.931 становник)
- Село Лефкес (Λευκες) (13 становника)
- Село Панорама (Πανοραμα) (0 становника)

Месна заједница Паљури (826 становника)
- Село Паљури (Παλιουρι) (788 становника)
- Село Ксина (Ξυνα) (17 становника)
- Село Свети Никола (Αγιος Νικολαος — Ајос Николаос) (21 становника)

Општински одељење Полихроно
- Село Полихроно (Πολυχρονο) (1.063 становника)

Општински одељење Света Петка (449 становника)
- Село Света Петка (Αγια Παρασκευη — Аја Параскеви) (361 становника)
- Село Лутра (Λουτρα) (88 становника)

Општинско одељење Цапрани (910 становника)
- Село Нови Скиони (Νεα Σκιωνη) (889 становника)
- Село Фрама (Φραμα) (21 становника)

## Градови побратими
Општина Касандра је побратимљена са следећим градовима:
- Србија Ниш,